# فابيو تافاريس
فابيو تافاريس هو لاعب كرة قدم برتغالي في مركز الهجوم، ولد في 26 مارس 1988 في ألمادا في البرتغال. لعب مع نادي أتروميتوس.

## وصلات خارجية
- فابيو تافاريس على موقع قاعدة بيانات كرة القدم.إي يو (الإنجليزية)
- فابيو تافاريس على موقع Soccerway.com (الإنجليزية)